# Майский (Адыгея)
Майский (адыг. ЖъоныгъуакI) — посёлок в Кошехабльском муниципальном районе Республики Адыгея России. Административный центр Майского сельского поселения.

## Население
| 2002  | 2010  | 2013  | 2014  | 2015  | 2016  | 2017  |
| ----- | ----- | ----- | ----- | ----- | ----- | ----- |
| 2508  | ↘2500 | ↘2430 | ↘2414 | ↘2398 | ↗2414 | ↘2412 |
| 2018  | 2019  | 2020  | 2021  | 2023  | 2024  |       |
| ↘2403 | ↘2343 | ↘2312 | ↗2339 | ↗2366 | ↗2403 |       |

По данным Всероссийской переписи 2021 года:
| Народ               | Численность, чел. | Доля от всего населения, % |
| ------------------- | ----------------- | -------------------------- |
| русские             | 1 821             | 77,85 %                    |
| адыги               | 351               | 15,01 %                    |
| армяне              | 48                | 2,05 %                     |
| другие / не указано | 119               | 5,09 %                     |
| всего               | 2 339             | 100,0 %                    |

## Улицы
| - 55 лет Победы, - Виноградная, - Виноградный переулок, - Голубая, - Заводская, - Зелёная, - Молодёжная, - Новая, | - Полевая, - Поселковая, - Розовая, - Садовая, - Филатова, - Школьная, - Южно-Набережная, - Южно-Набережный переулок. |